# José Casanova Mendoza
José Martin Casanova Mendoza (Lima, 12 de mayo de 1964-océano Pacífico, 8 de diciembre de 1987) fue un futbolista peruano que jugó como mediocampista.
También formó parte de la selección de Perú para el torneo de la Copa América de 1983. Asimismo, estuvo en el preolímpico de Bolivia de 1987.
Casanova falleció en el desastre aéreo del Club Alianza Lima en 1987.